# Pandami
Pandami là một đô thị hạng 5 ở tỉnh Sulu, Philippines. Theo điều tra dân số năm 2000, đô thị này có dân số 19.964 người trong 3.392 hộ.

## Các đơn vị hành chính
Pandami được chia thành 16 barangay.
| - Baligtang - Bud Sibaud - Hambilan - Kabbon - Lahi - Lapak - Laud Sibaud - Malanta | - Mamanok - North Manubul - Parian Dakula - Sibaud Proper - Siganggang - South Manubul - Suba-suba - Tenga Manubul |